# Бурнашети (Ахалкалакский муниципалитет)
Бурнашети (груз. ბურნაშეთი, з.-арм. Պուռնաշեթ Бурнашет) — село в Грузии, на территории Ахалкалакского муниципалитета края (мхаре) Самцхе-Джавахети.

## География
Село находится в южной части Грузии, на левом берегу реки Жирули (бассейн реки Баралетисцкали), на расстоянии приблизительно 19 километров (по прямой) к северу от города Ахалкалаки, административного центра муниципалитета. Абсолютная высота — 1840 метров над уровнем моря.

## Население
По результатам официальной переписи населения 2014 года, в Бурнашети проживало 488 человек (244 мужчины и 244 женщины). В национальной структуре населения армяне составляли 99,6 %, грузины — 0,4 %.
| Год  | Население, человек |
| ---- | ------------------ |
| 2002 | 803                |
| 2014 | ↘ 488              |